# 小谷浩
小谷 浩（こたに ひろし、1982年5月21日 - ）は、日本のアシックスランニングクラブコーチ、陸上競技指導者。兵庫県朝来市出身。
アシックスランニングクラブでのイベントをはじめ、外部企業向けイベント、東京マラソンペースセッター、メディア出演、タレント・モデルのパーソナルコーチ、伴走などで活躍。大小合わせ通算2000回以上のイベントを行っており。2024年のランニングイベント回数は160回以上。国内外でのレース経験も豊富。
「自分の成長を実感できるスポーツ」であるランニングの魅力や楽しさを伝えている。

## 経歴
朝来市立和田山中学校で陸上を始める。その後兵庫県立西脇工業高等学校陸上部、名古屋商科大学陸上部を経て、2011年よりアシックスランニングクラブコーチとして活動開始。
現在は、日本体育協会JASA公認スポーツリーダー、日本陸上競技連盟JAAF公認ジュニアコーチ、健康運動実践指導者を務める。

## メディア
紙媒体
- ランニングマガジンcourir (2025年4月号)ベースボール・マガジン社 「いつも同じでは早くならない　マンネリの練習から脱却せよ！」執筆
- ランニングマガジンcourir (2024年2月号)ベースボール・マガジン社  「最も効率の良い練習法」　執筆
- ランニングマガジンcourir (2023年4月号)ベースボール・マガジン社  「パフォーマンスが上がるシューレースの結び方」　執筆
- メトロミニッツ　ローカリズム243号(2023年2月)/東京マラソン2023コースガイド
- ランナーズ(2020年10月号)株式会社アールビーズ/やっぱり私はターサー派　どちらで目指す？サブスリー！！
- ランナーズ(2020年9月)株式会社アールビーズ/スマートシューズが「私の名コーチ」
- ランニングマガジンcourir (2019年12月号)ベースボール・マガジン社 / 成功するレースプランの組み立て方
- Tarzan(2019年11月14日号)マガジンハウス社  /タイムは靴次第で縮められる！サブフォー達成のためのシューズ１１。GLIDEIDE
- ランニングマガジンcourir (2019年11月号)ベースボール・マガジン社  /1人で３０ｋｍ走をするときのポイントを教えてください！
- ランニングマガジンcourir (2019年4月号)ベースボール・マガジン社  /東京マラソン応援企画　レース1週間前からやるべきこと。トレーニング、レースの準備、食事
- メトロミニッツ　(2019年3月)　/TOKYO MARATHON 2019 GUIDE
- TOKYO TREND RANKING(2019年2月)　/東京よりみちか
- 東京エキマチvol.22(2018年12月)　/東京エキマチゼイタク体験物語
- Tarzan(2018年月　NO749号)マガジンハウス社　/長く走れてこそ、意味がある！
- ランニングマガジンcourir (2016年6月号)ベースボール・マガジン社　/アシックスランニングラボ
- 東京ウォーカー，横浜ウォーカー(2014年12，1月合併号)　/新鮮！爽快！夜景ランニング
- 美ST(2014年12月)光文社　/前田ゆかさん、ボルドーにて「走る・飲む・また走る！」
- STORY(2014年7月)光文社　/イナトモ、フルマラソン完走への道

### テレビ
2022年7月21日　テレビ東京「ハーフタイムツアーズ」
2021年3月15日　NHK「おはよう日本」
2020年　フジテレビ　アナマガ　「Road to東京マラソン」一から学ぶランニングフォームのポイント！
2018年10月3日　テレビ朝日「じゅん散歩」　他 

### ラジオ
- 2025年2月　Podcast日経ランナーズサロン[4]東京マラソン財団早野忠昭理事長＃３前編「東京マラソン攻略法　-直前の過ごし方-
- 2025年2月　Podcast日経ランナーズサロン東京マラソン財団早野忠昭理事長＃３後編「東京マラソン攻略法　-コース徹底解剖編-」
- 2025年2月　ラジオ日本「SWEET!!」
- 2024年1月26日　ラジオ日本「SWEET!!」
- 2020年12月31日　TOKYO　FM「JOGLIS RUNNER‘S　VOICE[5]」
- 他

Web
- 2023年2月　Tarzan Web  サブ４のためのマラソンシューズ。搭載された４つの“S”とは[6]？
- 2022年12月　Tarzan Web なぜ2足使いがいい？走力を上げたい全ランナーに知ってほしい「履き分け」の重要性[7]
- 2021年9月　MEN’S NON-NO Web 弾むような走り！鈴木仁＆大手修蔵と読者9人のアシックスNOVABLAST2、DYNABLAST2　試走レポ[8]

### YouTube
- ライフインサイダー　「レースで記録を狙うときのシューズの選び方」ほか3本出演
- けん太CHANNEL/あべけん太　「アシックス東京丸の内でけん太に合ったシューズ選び！みんな違ってみんないいよねえ～」
- Runtrip「ランニング初心者がマラソン完走のために知っておきたいTIPSとおすすめITEM」
- ASICS Japan チャンネル
- 他[9]

## 記録
- 第51回中山道東濃駅伝競争退会1区区間賞（[10]2004年11月21日）
- 第65回東海学生駅伝[11]1区区間賞(平成15年12月7日)
- 全日本大学駅伝エントリー[12]